# 比达萨尔
比达萨尔（Bidasar），是印度拉贾斯坦邦Churu县的一个城镇。总人口30103（2001年）。

## 人口
该地2001年总人口30103人，其中男性15550人，女性14553人；0—6岁人口5695人，其中男3013人，女2682人；识字率45.22%，其中男性为55.90%，女性为33.81%。